# Picoulet
Le Picoulet est une ronde chantée du folklore de Suisse romande, ainsi que le nom de la chanson qui l'accompagne.
Son origine remonte au Moyen Âge. De moins en moins présent dans le folklore romand,,, il se danse encore traditionnellement dans certaines communes lors de fêtes comme la Fête de la Mi-été, la Fête nationale, la fête des écoles ou à l'issue du cortège de la fête de l'Escalade à Genève. Il fait en outre partie des traditions de sociétés d'étudiants comme Zofingue, Helvetia ou Stella.
Les participants marchent en cercle en se tenant la main (parfois autour d'un feu) tout en chantant et en mettant en avant, au moment opportun, la partie du corps mentionnée dans la chanson,.

## Chanson
Le Picoulet est une chanson à 5 temps.

### Paroles
«Et voici comme l'on danse

Notre joyeux picoulet

Et voici comme l'on danse

Notre joyeux picoulet

Picoulet du doigt, du doigt

Picoulet du doigt, du doigt

Picoulet deux doigts, deux doigts

Picoulet du doigt, du doigt

Picoulet la main, la main

Picoulet du doigt, du doigt

Picoulet deux mains, deux mains

Picoulet du doigt, du doigt

Picoulet du coude, du coude

Picoulet du doigt, du doigt

Picoulet deux coudes, deux coudes

Picoulet du doigt, du doigt

Picoulet d'un pied, d'un pied

Picoulet du doigt, du doigt

Picoulet deux pieds, deux pieds

Picoulet du doigt, du doigt

Picoulet la tête, la tête

Picoulet du doigt, du doigt

Picoulet du cœur, du cœur

Et voici comme l'on danse

Notre joyeux picoulet. »